# Яроши (Сумская область)
Яроши (укр. Яроші) — село,
Гарбузовский сельский совет,
Лебединский район,
Сумская область,
Украина.
Код КОАТУУ — 5922982708. Население по переписи 2001 года составляло 45 человек.

## Географическое положение
Село Яроши находится на расстоянии в 3 км от рек Ольшанка и Ревки.
Рядом проходит железная дорога, станция Гарбузовка.